# William Applegarth
William Applegarth (Reino Unido, 8 de mayo de 1890-5 de diciembre de 1958) fue un atleta británico, especialista en la prueba de 4 x 100 m en la que llegó a ser campeón olímpico en 1912.

## Carrera deportiva
En los JJ. OO. de Estocolmo 1912 ganó la medalla de oro en los relevos de 4 x 100 metros, con un tiempo de 42.4 segundos, llegando a meta por delante de Suecia (plata) y Alemania que fue descalificada, siendo sus compañeros de equipo David Jacobs, Henry McIntosh y Victor D'Arcy. También ganó la medalla de bronce en los 200 metros, con un tiempo de 22 segundos, llegando a meta tras los estadounidenses Ralph Cook Craig y Donald Lippincott (plata con 21.8 segundos).